# Charity school

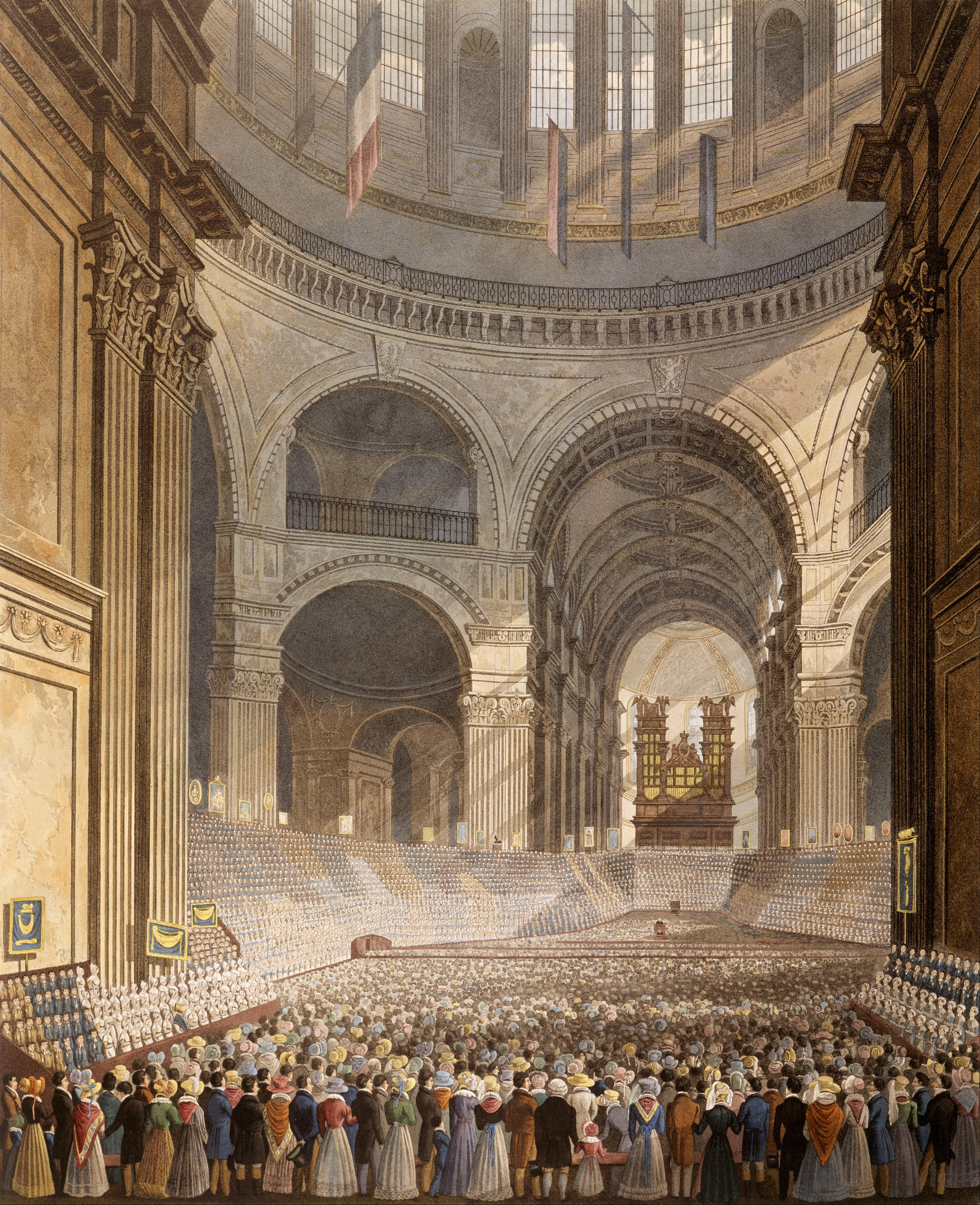
Jahrestreffen 1826 der Charity-Kinder in der Londoner St Paul’s Cathedral

Die Charity School (auch Blue Coat School nach der üblichen blauen Kleidung) war eine englische Form der Armenschule vor allem im 18. Jahrhundert, die für Kinder armer Familien Unterricht und Versorgung anbot.
Die Charity-School-Bewegung begann Ende des 17. Jahrhunderts, als in den wachsenden Städten zunehmend verwahrloste Kinder anzutreffen waren. Um 1685 begannen lokale Komitees in den Pfarreien mit der Finanzierung durch Spenden, vor allem in London. Sie hatten in erster Linie das Ziel, die armen Kinder christlich und moralisch zu heben. Im Jahr 1691 hat Thomas Tryon den Londoner Rat überzeugt, zwanzig Freie Schulen nur für arme Kinder über Spender einzurichten. Die Society for Promoting Christian Knowledge (Gesellschaft zur Verbreitung christlicher Bildung, SPCK) wurde 1699 gegründet und begann einige Versuche mit der passenden Lehrerausbildung. Es ging nur um die Lehre der Church of England, die Lehrer mussten Mitglied sein, rechtschaffen und mindestens 25 Jahre alt. Inhalte waren Religionskatechese, Lesen (der Bibel) und Schreiben, soweit es für einfache Tätigkeiten notwendig war. Auch nur für Mädchen gab es einige Schulen wie die 1700 gegründete Blackheath Bluecoat Church of England School in Greenwich, hinter der die Ehefrau des Hofastronomen und Geistlichen John Flamsteed stand.
Eine andere Sorte der Armenpolitik war die Einrichtung von Arbeitshäusern. Kritik gab es an den Charity Schools insofern, als sie die Armen noch in ihrer Unzufriedenheit bestärken könnten. Bernard Mandeville veröffentlichte 1714 die Bienenfabel (Fable of the Bees) mit einem Essay über Wohltätigkeit und Charity Schools. Bis 1732 gab es davon sechs Auflagen. Er sah weder eine religiöse Stärkung noch eine moralische Hebung durch die ohnehin miserablen Lehrer. Lesen und Schreiben würden den Armen nichts bei ihren eigentlichen Arbeiten helfen. Widerspruch erwuchs ihm vom idealistischen Philosophen und Bischof George Berkeley (1685–1753). Es besteht auch über Anton Wilhelm Böhme eine Beziehung zum Haller Pietismus von August Hermann Francke.
Dennoch wuchs die Zahl der Charity Schools auf (1746) um 1500 Schulen mit 30.000 Schülern, weiterhin auf (1800) ca. 1600 Schulen mit 40.000 Schülern. Sie wurden erst im 19. Jahrhundert überflüssig durch die Pflicht, Gemeindeschulen einzurichten.
Siehe auch: The Bluecoat.

## Einzelbelege
1. ↑  Deutsche Biographie: Böhme, Anton Wilhelm – Deutsche Biographie. Abgerufen am 10. Januar 2022.